# Frías (Santiago del Estero)
Frías is een plaats in het Argentijnse bestuurlijke gebied Choya in de provincie Santiago del Estero. De plaats telt 25.405* inwoners.

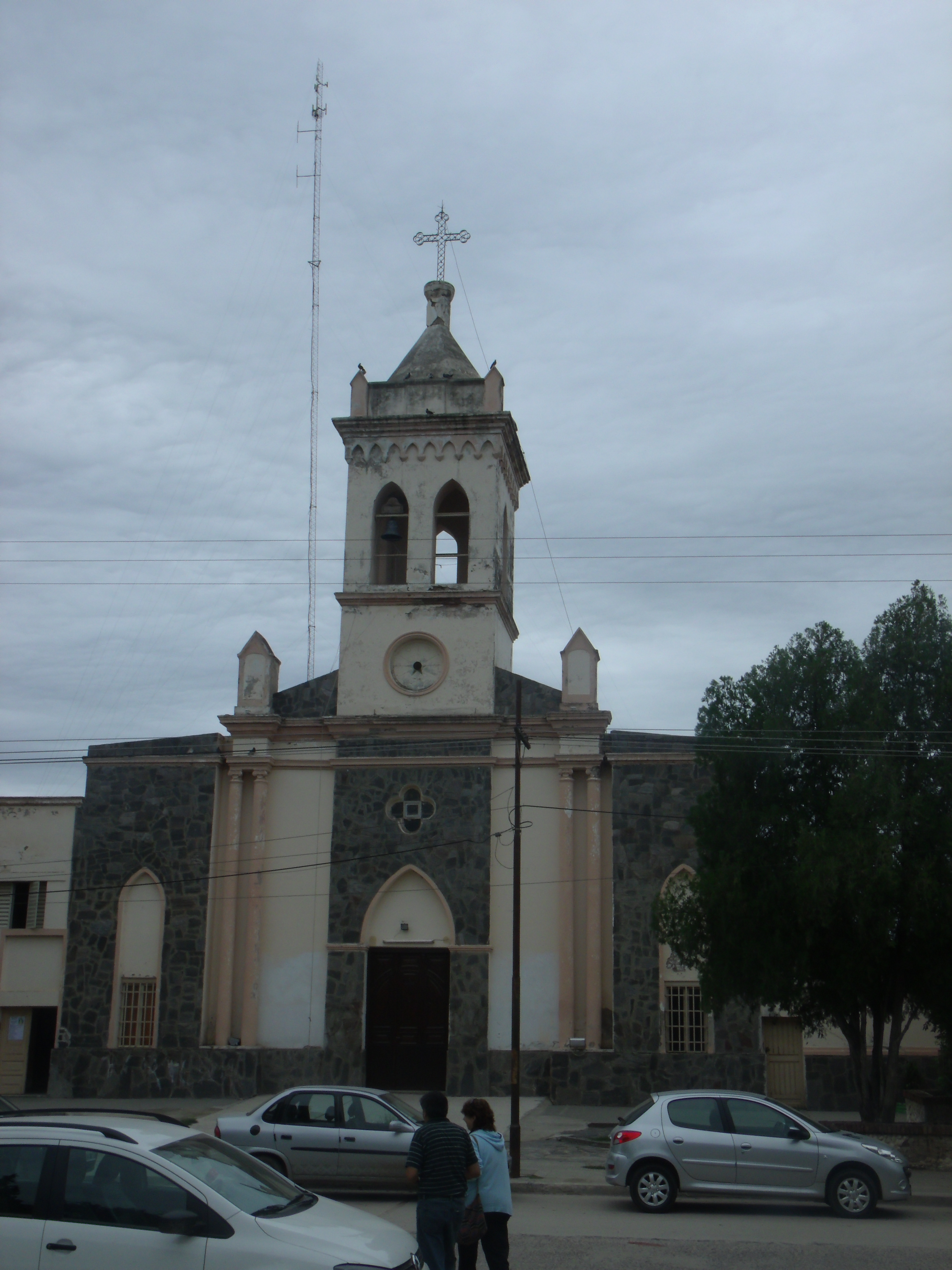
Kerk